# Peltola (Lappeenranta)
Pour les articles homonymes, voir Peltola.
Peltola est le quartier numéro 9 et une zone statistique de Lappeenranta Finlande,.

## Présentation
Le quartier, qui appartenait à Lappee, est intégré à la ville de Lappeenranta en 1932.
Peltola était sur les terres de la maison Nikuri de la ferme Peltola dans le village d'Armila, où les habitations ont commencé à se construire dans les années 1880
,.
Le quartier abrite notamment la Mairie de Lappeenranta,.
Le quartier est bordé par les rues Gallerianraitti, Pormestarinkatu et Armilankatu au nord, Savonkatu à l'est et au sud et Kauppakatu à l'ouest.
Les quartiers voisins de Peltola sont Keskus, Kylpylä, Taikinamäki, Lepola, Alakylä et Tykki–Kiviharju.